# Akshak
Akshak là một thành phố của người Sumer cổ đại, nằm trên biên giới phía bắc của Akkad, đôi khi được xác định với Upi của Babylon (tiếng Hy Lạp là Opis). Vị trí chính xác vẫn chưa chắc chắn. Giới văn nhân cổ điển thì cho rằng nó nằm ở nơi mà các con sông Tigris và Euphrates gần gũi với nhau nhất và được đề cập cùng với Kish trong nguồn thư tịch ban đầu. Các nhà khảo cổ trong những năm 1900 đã đặt Akshak tại di chỉ của Tel Omar (hay Tel Umar) nơi có một cặp di chỉ nằm giữa sông Tigris, nhưng hóa ra lại là Seleucia (có thể là Upi/Opis sớm hơn) khi được khai quật bởi LeRoy Waterman của Trường Nghiên cứu phương Đông Hoa Kỳ. Michael C. Astour đã xếp vị trí của Akshak trên sông Tigris tương ứng với khu vực ngày nay là vùng ngoại ô phía nam của thủ đô Baghdad.

## Lịch sử
Akshak lần đầu tiên xuất hiện trong thư tịch cổ vào khoảng năm 2500 TCN. Trong văn bản Sumer giấc mơ của Dumuzid, Dumuzid vua của Uruk được cho là đã bị một đám đông dân đói lật đổ bao gồm những người từ các thành phố lớn của Sumer, trong đó có Akshak. Một vị vua khác của Uruk là Enshakushanna theo như ghi chép đã kéo quân tới cướp bóc Akshak. Sau này, Akshak đang có chiến tranh với Lagash thì bị Eannatum chiếm mất, mà theo những tuyên bố trong bản văn khắc thì ông chính là người đã đánh đập vua của Akshak là Zuzu. Danh sách vua Sumer có đề cập đến Unzi, Undalulu, Urur, Puzur-Nirah, Ishu-Il và Shu-Sin là vua của Akshak. Puzur-Nirah cũng được nhắc đến bộ Biên niên sử Weidner như là nhà cai trị ở Akshak khi một nữ chủ quán rượu là Kug-bau xứ Kish được bổ nhiệm làm chúa tể trên toàn cõi Sumer. Akshak còn được nhắc đến trong các bảng chữ hình nêm được tìm thấy tại Ebla. Vào năm 2350 TCN, Akshak rơi vào tay của vua Lugal-zage-si xứ Umma. Vua xứ Akkad là Shar-Kali-Sharri đã thuật lại việc đánh bại người Elam trong một trận đánh tại Akshak.